# Hieracium arrostocephalum
Hieracium arrostocephalum es una especie de planta con flor del género Hieracium, de la familia Asteraceae, orden Asterales.

## Distribución
Hieracium arrostocephalum se distribuye por Islandia.

## Taxonomía
Fue descrita científicamente por Omang. Fue publicada en Fl. Iceland: 165 (1934).